# Йонъин
Йонъи́н (кор. 용인시?, 龍仁市?, Yongin-si) — город в провинции Кёнгидо, Южная Корея примерно в 40 километрах к югу от столицы страны, Сеула. Йонъин является одним из туристических центров страны, поскольку здесь расположено несколько крупнейших музеев и парков развлечений.

## История
Первые упоминания о жилых поселениях на территории современного Йонъина относятся к V веку. В 475 году уезд Мёрохён был переименован в Кусонхён. Тогда Йонъин входил в состав государства Пэкче. Позже эта территория была завоёвана государствами Когурё и Силла. В эпоху Объединённого Силла название было сменено на Косо, а во время династии Корё, в 944 году, на Йонгу. В 1413 году Йонгу и близлежащий Чоин были объединены для того, чтобы сформировать Йонъин. В 1895 году Йонъин вошёл в состав провинции Кёнгидо. Статус города (си) был получен 1 марта 1996 года.

## География
Расположен в центре страны, на востоке провинции Кёнгидо. Ландшафт преимущественно горный. Несколько озёр, являющихся популярным местом отдыха спортсменов-рыболовов со всей Южной Кореи.

## Административное деление

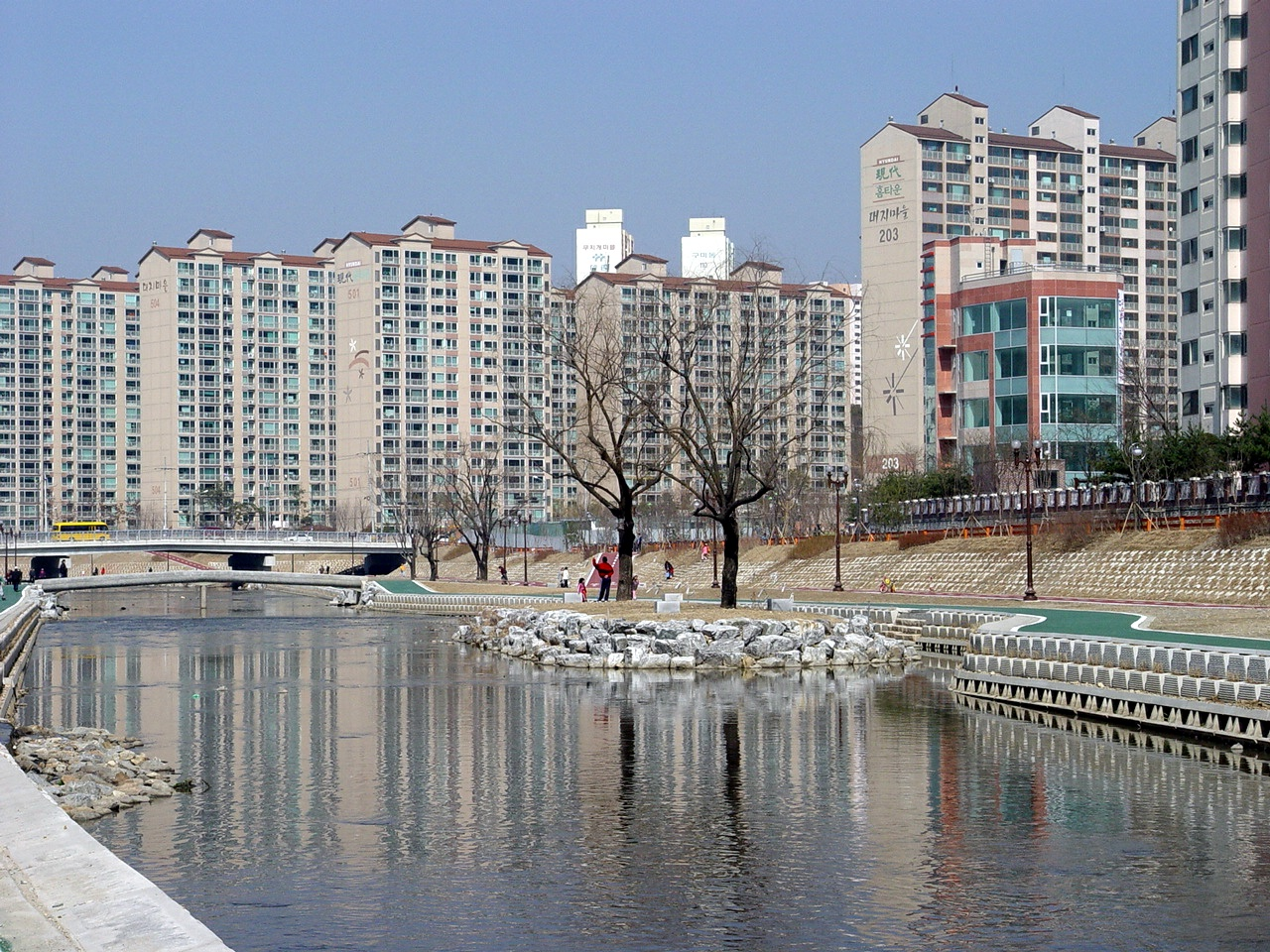
Жилые районы города

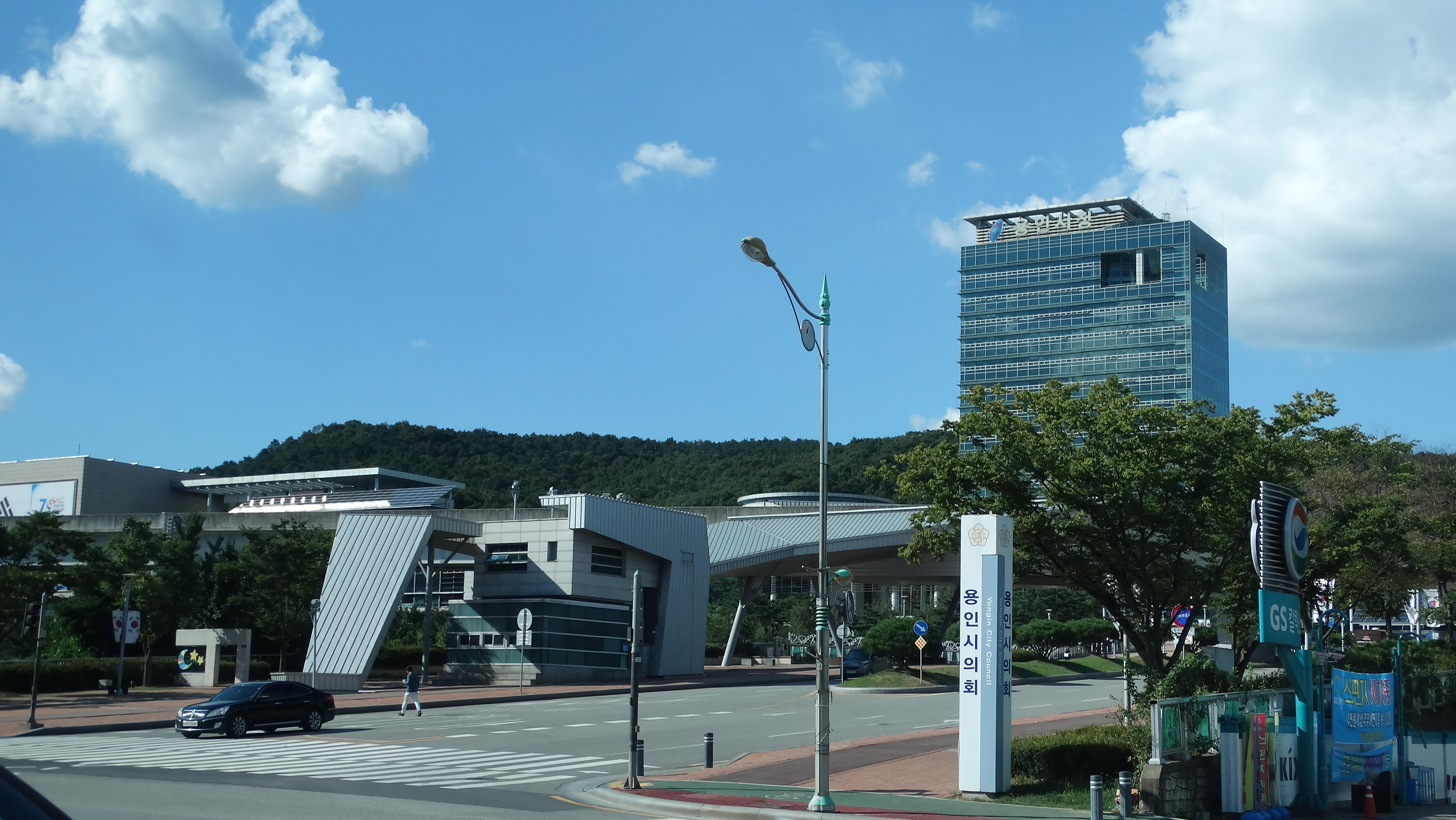
Мэрия Йонъина

Йонъин административно делится на 3 ку, 22 тон, 1 ып и 6 мён:
| Округ            | Район              | Хангыль   | Площадь, км² | Население, чел | Внутреннее деление      |
| ---------------- | ------------------ | --------- | ------------ | -------------- | ----------------------- |
| Суджигу (수지구) | Пхундокчхон-идон   | 풍덕천2동 | 1,3          | 40 834         | Входят в Пхундокчхондон |
| Суджигу (수지구) | Пхундокчхон-ильдон | 풍덕천1동 | 2,1          | 36 680         | Входят в Пхундокчхондон |
| Суджигу (수지구) | Санхён-идон        | 상현2동   |              |                | Входят в Санхёндон      |
| Суджигу (수지구) | Санхён-ильдон      | 상현1동   |              |                | Входят в Санхёндон      |
| Суджигу (수지구) | Синбодон           | 신봉동    | 6,7          | 26 405         |                         |
| Суджигу (수지구) | Сонбоктон          | 성복동    | 4,94         | 24 585         |                         |
| Суджигу (수지구) | Тончхондон         | 동천동    | 16,59        | 25 285         |                         |
| Суджигу (수지구) | Чукчон-идон        | 죽전2동   | 2,4          | 20 580         | Входят в Чукчондон      |
| Суджигу (수지구) | Чукчон-ильдон      | 죽전1동   | 3,1          | 58 360         | Входят в Чукчондон      |
| Кихынгу (기흥구) | Кихындон           | 기흥동    | 11,70        | 13 233         |                         |
| Кихынгу (기흥구) | Кугальдон          | 구갈동    | 4,21         | 26 607         |                         |
| Кихынгу (기흥구) | Кусондон           | 구성동    | 6,90         | 31 693         |                         |
| Кихынгу (기흥구) | Мабуктон           | 마북동    | 5,39         | 28 555         |                         |
| Кихынгу (기흥구) | Поджондон          | 보정동    | 6,82         | 32 251         |                         |
| Кихынгу (기흥구) | Сангальдон         | 상갈동    | 12,15        | 44 322         |                         |
| Кихынгу (기흥구) | Санхадон           | 상하동    | 5,52         | 19 491         |                         |
| Кихынгу (기흥구) | Сингальдон         | 신갈동    | 14,42        | 47 984         |                         |
| Кихынгу (기흥구) | Сонондон           | 서농동    | 4,22         | 9 619          |                         |
| Кихынгу (기흥구) | Тонбэктон          | 동백동    |              |                |                         |
| Чхоингу (처인구) | Пхогогып           | 포곡읍    | 41,18        | 32 231         | 9 ри                    |
| Чхоингу (처인구) | Вонсаммён          | 원삼면    | 60,23        | 7 608          | 12 ри                   |
| Чхоингу (처인구) | Идонмён            | 이동면    | 75,64        | 16 157         | 9 ри                    |
| Чхоингу (처인구) | Мохёнмён           | 모현면    | 50,41        | 22 230         | 8 ри                    |
| Чхоингу (처인구) | Намсамён           | 남사면    | 58,64        | 7 363          | 11 ри                   |
| Чхоингу (처인구) | Пэгаммён           | 백암면    | 65,79        | 9 224          | 13 ри                   |
| Чхоингу (처인구) | Янджимён           | 양지면    | 57,71        | 14 138         | 10 ри                   |
| Чхоингу (처인구) | Йоксамдон          | 역삼동    | 12,46        | 24 719         |                         |
| Чхоингу (처인구) | Тонбудон           | 동부동    | 23,51        | 14 372         |                         |
| Чхоингу (처인구) | Чунъандон          | 중앙동    | 7,97         | 22 050         |                         |
| Чхоингу (처인구) | Юримдон            | 유림동    | 13,62        | 32 589         |                         |

## Высшее образование
В городе около 10 тысяч студентов. Высшие учебные заведения Йонъина:
- Университет Каннам.
- Полицейская академия.
- Йонъинский университет.

Также имеется несколько филиалов сеульских университетов:
- Университет Мёнджи (йонъинский кампус).
- Университет иностранных языков Хангук (йонъинский кампус).
- Университет Тангук (йонъинский кампус).

Кроме того, на границе с городом Сувон расположена Сувонская международная школа.

## Культура
Заведения культуры:

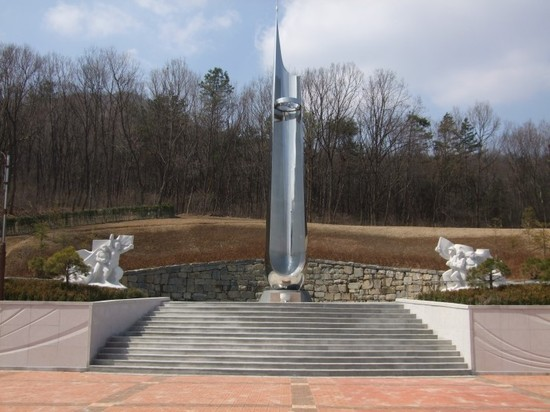
Памятник Движению 1 марта

- Галерея искусств Хоам — содержит около 15 тысяч предметов искусства, созданных корейскими мастерами.[4]
- Музей провинции Кёнгидо, один из крупнейших в Корее, содержит большую коллекцию предметов старины, многие из которых входят в список национальных сокровищ Кореи.
- Музей ламп — выставлена большая коллекция ламп различных стран и эпох.
- Музей каменной скульптуры Седжон — в экспозиции различные образцы скульптуры из камня как корейских так и иностранных мастеров.

Фестивали:
- Фестиваль тюльпанов — проходит ежегодно в начале апреля. Помимо выставки цветов, проходят дни культуры европейских народов.
- Фестиваль Тано — проходит ежегодно в мае в национальной корейской деревне. В программе выступления фольклорных коллективов, ярмарка народных ремёсел.
- Фестиваль роз — проходит в Эверленде каждое лето.
- Фестиваль Ёнгу — проходит с 1986 года. Целью фестиваля является развитие и презентация народных ремёсел и традиционной культуры местного населения. Проводится в начале октября каждого года.

## Туризм и достопримечательности
- Крупнейший в стране парк развлечений Эверленд.[5]
- Корейская национальная деревня — представляет собой музей под открытым небом, дающий туристам представление об укладе жизни корейцев в древнее время.[6]
- Аквапарк Каррибеан Бэй — крупнейший аквапарк в стране. Помимо водных аттракционов здесь находятся горячие источники, сауны и спа.[7]
- Ботанический сад Хантэк — занимает площадь в 500 тыс. м². Представлены в основном растения, типичные для Корейского полуострова.
- Четырёхметровая статуя Будды в Мипённи.
- Форт Чоинсон (XIII век) — был выстроен в эпоху династии Корё для защиты от монгольских завоевателей.
- Буддистский храм Пэкнёнса, заложенный в 801 году.

## Символы
- Дерево: пихта.
- Цветок: розовая азалия.
- Птица: фазан.
- Маскот: весёлая азалия.

## Города-побратимы
Список городов-побратимов Йонъина:
- Янчжоу, провинция Цзянсу, Китай — с 1997
- Фуллертон, штат Калифорния, США — с 2003
- Кота-Кинабалу, штат Сабах, Малайзия — с 2003
- Кайсери, Турция — с 2004
- Фергана, Ферганская область, Узбекистан — с 2007
- Редланд-Сити, штат Квинсленд, Австралия — с 2008
- Тайань, провинция Шаньдун, Китай — с 2010